# Jason
Jason ( Ἰάσων / Iásōn, Iason) var en græsk sagnhelt. Han var søn af kong Aison af Iolkos. 
Da Aison af sin halvbroder Pelias blev stødt fra tronen, blev den unge Jason overladt i Cheirons varetægt – en vis kentaur. 
Da han blev voksen, begav han sig til Iolkos, men ved Aneuros-floden mødte gudinden Hera ham i skikkelse af en gammel dame. Hun bad ham om at bære sig over den voldsomme flod, men undervejs over floden tabte han sin ene sko. 
Det var uheldigt, da Oraklet i Delphi havde advaret Pelias mod 'en der kom med kun én sko'. 
Da Jason senere kom til Iolkos for at kræve sin retmæssige trone, befalede Pelias ham først en farlig og svær opgave for at vise sit værd. 
Han skulle hente Det Gyldne Skind fra Ares' hellige lund i det fjerne Kolchis (nutidens Georgien).
Skindet stammede fra den vædder, der have fløjet Frixos og Helle over Hellespont-strædet.
Jason og skibsbyggeren Argos byggede det talende skib Argo.
I stævnen var indsat et stykke af Zeus' eg i Dodone og de fremmeste og mest navnkundige mænd i Hellas (Grækenland) ønskede at komme med på det ædle togt. Blandt dem var dioskurerne, afariderne, Orfeus, Herakles og mange andre.
På vej til Kolchis standsede togtet ved Lemnos, hvor Hypsipyle blev moder til Jasons første barn, Euneos.
Jason nåede frem til målet og vandt ved Kong Aietes' datter trolddomskvinden Medeas hjælp adgang til lunden med Det Gyldne Skind. I lunden hvilede Den Søvnløse Drage – et grufuldt uhyre som Jason overvandt. Jason havde forinden lovet Medea at tage hende med til Iolkos som hustru, hvis skindet blev hans – og det skete. 
Hjemme i Iolkos brugte Medea sine kræfter til at trylle Aison, der var ældet kraftigt, yngre igen. Lykken varede dog kort for Aison, der kort tid efter døde som følge af Pelias' rænkespil. Pelias døde selv kort efter for enten Jasons eller Medeas hånd. Nogle mener, at Pelias' egne døtre var skyld i hans ulykke. 
Jason og Medea levede som mand og hustru og fik børn. Freden varede dog ikke længe.
Akastos, Pelias' søn, kom til magten og fordrev Jason og Medea til Korinth. 
Her ændrede Jason sig og brød sit troskabsløfte til Medea, da han fattede kærlighed til kong Kreons datter Glauke og ville gifte sig med hende.
Medea dræbte – gal af had – Glauke og hendes fader og tilmed sine egne børn Mermeros og Feros og drog bort. Først til Athen og siden tilbage til Kolchis. 
Helten Jason levede videre – knust og fortvivlet – i landflygtighed og som gammel mand vendte han tilbage til Iolkos. 
Her ventede der ham en af skæbnen forudbestemt død. 
Hans trofaste skib, Argo, der havde beskyttet ham og hans kammerater under talrige farer skulle blive hans undergang: Han havde lagt sig til hvile under sit gamle skibs stævn, og det mørnede træ faldt ned og dræbte ham. 

## Kunst og gendigtning
I vasekunsten og på relieffer er han ofte afbilledet som helt – 
Jason med det gyldne skind var Thorvaldsens gennembrudsværk (1803).
Bent Haller har på dansk gendigtet sagnet i bogen Jason – Jagten på det gylden skind (2001).